# سفوح تلال سهل عكار
تلال سهل عكار هي موقع للعديد من المواقع الأثرية السطحية الموجودة بين حلبا وأدب في محافظة عكار، لبنان.
عُثِر على المواقع في تكتلات نيوجينية فوق الكفاف الذي يبلغ طوله 200 متر (660 قدم) على الخريطة الجيولوجية لويس دوبرت وذكره ر. ويتزل وجيه هالر في عام 1945. المواد التي عُثِر عليها وصفت بأنها «واجهات جروس» جنبا إلى جنب مع تقطيعات أخرى. صُنِّفت الأدوات في الأصل على أنها Chelleo-Acheullean، لكن لورين كوبلاند اقترحت إعادة تصنيفها كتجميع ثقيل العصر الحجري الحديث لثقافة القرعون في ضوء الأبحاث الحديثة.